# Tjipekapora Herunga
Tjipekapora Herunga (wym. [ˌt͡ʃɪpəˈkæpɔɹɐ hɪˈɹʊŋɐ]; ur. 1 stycznia 1988 r. w Ehungiro w regionie Omaheke) – namibijska lekkoatletka specjalizująca się w biegach krótkich (200 i 400 metrów). Medalistka igrzysk afrykańskich oraz uczestniczka igrzysk olimpijskich. Studiowała na University of Open Learning. Nazywana jest Tjipee.

## Kariera
Herunga urodziła się w niewielkiej wsi Ehungiro we wschodniej Namibii (wówczas Afryka Południowo-Zachodnia), jednak w wieku siedmiu lat przeprowadziła się do Windhuku. Będąc w szkole średniej trafiła do Sunshine Athletics Club, gdzie rozpoczęła profesjonalne treningi lekkoatletyczne. W 2005 roku wzięła udział w Mistrzostwa Świata Juniorów Młodszych, które odbywały się w Marrakeszu. Rywalizowała tam na dystansie 800 metrów, jednak z czasem 2:19,93 minuty odpadła w eliminacjach. Rok później wzięła udział w mistrzostwach juniorów Regionu Południowego w Windhuku, gdzie zdobyła złoto na 400 i srebro na 800 metrów. Jednocześnie była to ostatnia impreza, w której Herunga startowała na dystansie 800 metrów, gdyż dłuższych biegach lekkoatletce dokuczała astma. Wkrótce namibijska biegaczka wygrała biegi na 200 i 400 metrów na seniorskim mityngu w Zimbabwe, po czym podjęła treningi w Oshakati.
W maju 2007 roku Tjipekapora Herunga podczas mistrzostw Afryki Południowej dwukrotnie pobiła należący do Agnes Samarii rekord Namibii na 400 metrów (53,83 s.). W biegu kwalifikacyjnym uzyskała czas 53,32, a w finale 53,30 s. Wynik ten pozwolił jej na zakwalifikowanie się na lipcowe Igrzyska Afrykańskie. W trakcie imprezy w Algierze ponownie pobiła własny rekord kraju, tym razem dwa razy w ciągu jednego dnia – kolejno do poziomu 53,24 oraz 52,46 sekund. Rezultat ten wystarczył jednak tylko do zajęcia 7. miejsca w finale. W związku z dużym progresem i szansami na awans na Igrzyska Olimpijskie w Pekinie otrzymała od Fundacji Frankie Fredericksa stypendium w wysokości 15 000 dolarów namibijskich. Ostatecznie Namibijka nie zdołała się zakwalifikować na igrzyska, na co wpływ miała także kontuzja kolana. Wkrótce w Windhuku dołączyła do Welwitschia 77 Athletics Club, gdzie została członkiem programu Vision 2016, który przygotowywał sportowców do Igrzysk w Rio de Janeiro w 2016 roku.
W marcu 2010 roku Herunga wzięła udział w Halowych Mistrzostwach Świata w Dosze. Uzyskała tam wynik 55,40 s., który nie pozwolił na pokonanie eliminacji. W tym samym roku podczas Mistrzostw RPA w Durbanie pobiła, czasem 23,73 s., rekord Namibii na 200 metrów. Rezultat ten dał jej drugie miejsce. Podczas tej samej imprezy zajęła pierwsze miejsce w biegu na 400 metrów uzyskując najlepszy czas w sezonie, 52,59 s.
Rok później, w czasie jednego z mityngów w południowoafrykańskim Germiston po raz kolejny pobiła rekord kraju, uzyskując czas 52,32 sekundy. W kwietniu ponownie okazała się najlepsza na 400 metrów podczas Mistrzostw RPA uzyskując czas 52,70 sekundy. W sierpniu znalazła się w reprezentacji Namibii na lekkoatletyczne Mistrzostwa Świata w Taegu. W czasie czempionatu biegaczka z Namibii uzyskała rozczarowujący rezultat 54,08 s., który pozwolił zaledwie na zajęcie 29. miejsce. Bezpośrednio bo zakończeniu bardzo nieudanych mistrzostw świata Herunga udała się do położonego w Mozambiku Maputo, gdzie odbywały się Igrzyska Afrykańskie. Wystartowała tam w biegach na 200 oraz 400 metrów, w obu konkurencjach zdobywając brązowe medale. W biegu na 200 metrów pobiła rekord kraju wynikiem 23,50 sekundy, natomiast na dwukrotnie dłuższym dystansie uzyskała rezultat 51,84 sekundy, który gwarantował awans na Igrzyska Olimpijskie w Londynie w kolejnym roku.
W roku olimpijskim Herunga zdobyła srebro (11,9 s. na 100 metrów) i złoto (24,0 sekundy na 200 metrów) podczas rozgrywanych w lutym Mistrzostw Namibii. Po raz kolejny wzięła też udział w otwartych mistrzostwach RPA, gdzie zdobyła swój trzeci z rzędu złoty medal, śrubując jednocześnie rekord kraju do poziomu 51,24 sekund. Podczas tej samej imprezy zajęła trzecie miejsce w biegu na 200 metrów (23,40 s.), biegnąc szybciej od dotychczasowego rekordu Namibii. W lipcu Tjipekapora Herunga wzięła udział w Mistrzostwach Afryki w Porto-Novo w Beninie, jednak nie odniosła na nich większych sukcesów. W biegu na 400 metrów została zdyskwalifikowana za falstart w biegu kwalifikacyjnym, natomiast w biegu na 200 metrów dotarła do finału, gdzie z czasem 23,92 sekundy zajęła szóstą lokatę. W czasie Igrzysk Olimpijskich w Londynie awansowała do półfinału z czasem 52,31 sekundy. Tam jednak odpadła osiągając czas 52,53 sekundy, a ostatecznie została sklasyfikowana na 20. miejscu.
W 2013 startowała na mistrzostwach świata w Moskwie, na których dotarła do fazy półfinałowej biegu na 400 metrów.

## Rekordy życiowe

### Na stadionie
| Dystans | Rezultat | Data                 | Miejsce  | Zawody                                         | Źródła       |
| ------- | -------- | -------------------- | -------- | ---------------------------------------------- | ------------ |
| 200 m   | 23,40    | 5 maja 2012(dts)     | Pretoria | Mistrzostwa RPA 2012                           | [ 3 ] [ 12 ] |
| 400 m   | 51,24    | 4 maja 2012(dts)     | Pretoria | Mistrzostwa RPA 2012                           | [ 3 ] [ 11 ] |
| 800 m   | 2:16,52  | 2 kwietnia 2005(dts) | Windhuk  | Mistrzostwa Regionu Południowego Juniorów 2005 | [ 3 ]        |

### W hali
| Dystans | Rezultat | Data               | Miejsce | Zawody                         | Źródła |
| ------- | -------- | ------------------ | ------- | ------------------------------ | ------ |
| 400 m   | 55,40    | 12 marca 2010(dts) | Doha    | Halowe Mistrzostwa Świata 2010 | [ 3 ]  |